# Antoine Schneck
Pour les articles homonymes, voir Schneck.
Antoine Schneck est un photographe plasticien français né le 27 août 1963 à Suresnes.
Il est notamment connu pour ses portraits et ses natures mortes sur fond noir. En janvier 2025, il a fini une série de 100 artistes de la scène française dans leur atelier. Il vit et travaille à Paris.
Une monographie revenant sur l'ensemble de sa production est sortie en octobre 2021 chez in fine éditions d'art.

## Biographie

### Parcours
Diplômé de l’École d’Architecture Paris La Seine (DEFA), Antoine Schneck a poursuivi sa formation à École nationale supérieure Louis-Lumière.
Après avoir commencé sa carrière comme cameraman pour la télévision, il collabore pendant quelques années comme photographe pour des magazines de décoration d’intérieur. Puis en 1999, il se consacre pleinement à la photographie plasticienne, avec une prédilection pour les portraits.
Antoine Schneck est représenté à Paris par la Galerie Berthet-Aittouarès.
Engagé pour défendre les droits d’auteur des photographes, il est depuis 2018 l’un des administrateurs de la Société des auteurs dans les arts graphiques et plastiques (ADAGP).

### Travaux
Antoine Schneck adopte très tôt les outils de prises de vues numériques dont il apprécie l’extrême qualité et le potentiel créatif. Son œuvre se développe dès lors par séries, au fil des voyages, des envies, des projets, toujours sous le signe de la rencontre. Pour ses portraits sur fond noir, il adopte à chaque fois la même démarche. Loin de tout exotisme, son but est d’approcher un visage de la manière la plus directe. Ses modèles sont invités à prendre place dans une tente translucide. Assis dans ce décor totalement neutre, protégé des sollicitations extérieures le sujet se détache sur un fond noir tandis qu’Antoine Schneck, invisible, opère de l’extérieur.
Outre ses portraits aux quatre coins du monde, ses photographies sur fond noir comptent aussi une série de chiens célèbres pour le Musée de la chasse et de la nature, d’oliviers millénaires, de soldats de la Première Guerre mondiale au sommet de l'Arc de triomphe de l'Étoile à Paris et des gisants de la basilique Saint-Denis pour le Centre des monuments nationaux. Ces dernières années, il a exploré d’autres techniques, notamment le collodion humide avec lequel il a fait une série sur les fleurs et les carburateurs. Il travaille depuis 2020 à une série de photographies d’artistes français dans leur studio en recomposant l’image et en démultipliant le sujet à travers l’espace.
Ses photos de décoration d’intérieur ont bénéficié d’une appréhension de l’espace que lui ont apporté ses études d’architecture, et sa capacité à se déplacer dans ce même espace s’est enrichie de sa pratique intensive de la danse classique.
Son travail d’artiste plasticien doit également beaucoup à des techniques glanées à travers l’histoire de la peinture classique, par exemple celle de mettre un éclat de lumière dans la partie supérieure droite de l’iris pour allumer un regard et dans le même temps faire disparaître le reflet de l’éclairage nécessaire à la prise de vue. Le travail qu’Antoine Schneck mène sur une palette graphique après la prise de vue devient plus un travail de peinture que de retouche. Cette étape qui suit la prise de vue est essentielle pour Antoine Schneck qui, par son intervention, devient plus proche du peintre face au modèle que d’un photographe contraint par les limites de sa technique.

### Famille
Antoine Schneck a grandi à Paris. Marqué par ses origines et son étude du judaïsme, il est le fils de Gilbert Schneck, chirurgien maxillo-facial, et d'Hélène Pachet, chirurgien dentiste. La famille de Gilbert Schneck est originaire de Transylvanie et de Galicie, celle d'Hélène Pachet de Lituanie et de Bessarabie. Antoine Schneck est le frère de l'écrivain Colombe Schneck et de l'illustratrice Marine Schneck, le neveu de l'écrivain Pierre Pachet, et le cousin du scientifique François Pachet et de l'écrivain Yaël Pachet. Il a un fils, Eliot, né en 2005.

## Expositions
Depuis 2007, Antoine Schneck est régulièrement exposé par la Galerie Berthet-Aittouarès rue de Seine à Paris ainsi qu’à des foires internationales telles que Art Élysées (jusqu’en 2017), Art Paris et la BRAFA à Bruxelles.
- 2025
  - Les oliviers millénaires d'Antoine Schneck, Galerie Berthet-Aittouarès, Paris[4],[5],[6]
- 2024
  - The Pet Show, Fotografiska, Shanghai[7]
- 2022
  - Pixelophonie, NFT par Antoine Schneck et Hugues Hervé, Opéra Comique, Paris[8]
- 2021
  - L'Autre, Galerie Berthet-Aittouarès, Paris[9],[10]
- 2020
  - Le Passeur, Galerie Berthet-Aittouarès, Paris[11]
- 2019
  -  Antoine Schneck dans tous ses états, Galerie Berthet-Aittouarès, Paris[12]
- 2018
  - Du masque à l'âme, La Confluence, Betton[13]
  - Du rêve à la réalité, au cœur des montagnes Miao, Couleurs de Chine, DS World, Paris[14]
- 2017
  - Les beautés singulières, Galerie Berthet-Aittouarès, Paris
  - Du masque à l'âme, Le Kiosque, Vannes[15],[16]
  - Young Master Art Prize Exhibition (4th Edition), Gallery 8, Londres[17],[18].
  - Autophoto, Fondation Cartier pour l'art contemporain, Paris[19],[20]
- 2016	
  - Figures, Galerie Berthet-Aittouarès, Paris
- 2015
  - Antoine Schneck, Le Carmel, Tarbes[21],[22].
  - Antoine Schneck, Du Burkina Faso à l’Éthiopie, et autres rencontres, Galerie Berthet-Aittouarès, Paris
- 2014 - 2018
  - Soldats inconnus, Salle des Palmes, Arc de triomphe de l'Étoile, Paris[23],[24].
- 2012 - 2022 (exposition permanente)
  - Leur Chien, Château de Beauregard (Loir-et-Cher)[25]
- 2011	
  - Tsiganes en Roumanie, Fondation SAM pour l’Art Contemporain, Paris
  - L'été 2011 au Sénat, Orangerie du Sénat, Paris[26],[27].
  - Les Gisants, Basilique Saint-Denis, Paris[28]
- 2010 
  - Antoine Schneck, Galerie Berthet-Aittouarès, Paris
  - Leur chien, Musée de la Chasse et de la Nature, Paris[29],[30].
  - Arts d’Afrique noire. Photographies d’Antoine Schneck, Cité de l’écrit et des métiers du livre, Montmorillon.
- 2009
  - Formule 1, Installation dans l’usine Ferrari, Maranello, Italie.
  - Triptyque, Angers.
- 2008
  - Antoine Schneck, Portraits d’Afrique, Parcours des Mondes, Galerie Berthet-Aittouarès, Paris.
  - Tribal Portraits, vintage and contemporary photographs from African continent, Galerie Bernard J. Shapero Rare Books, London[31].
- 2007
  - Portrait de Placido Domingo, Façade de l’Opéra de Washington, États-Unis.
  - Favorites, Galerie Seine 51, Paris.
- 2005
  - No make-up. Contemporaria, Washington.
- 2004
  - Une journée particulière, Galerie Beaurepaire, Paris.
- 2003
  - Les Mariannes d’aujourd’hui, Installation sur la façade de l’Assemblée nationale, Paris.
- 2002
  - Tsiganes en Roumanie, Le Printemps-Haussmann, Paris.
- 2000-2001
  - Antoine Schneck, Photographies, Centres culturels français de Bucarest, Lasi, Timisoara (Roumanie), Kiev (Ukraine), Chisinau (Moldavie). Exposition personnelle itinérante.
- 1999
  - Attention Talents, Galeries Fnac de Paris, Toulouse, Nantes, Marseille.

## Documentaires et publications

### Entretiens
- RFI, Le photographe Antoine Schneck nous livre les secrets des portraits (2017)[32].

- France 3, Leur chien au Château de Beauregard (2012)[33].

- Arte - Atelier A, Antoine Schneck par Frédéric Ramade (2011)[34].

### Presse
- «Je cherche à donner accès au visage ». Antoine Schneck en quête de l’Autre par Guy Boyer, Connaissance des arts, novembre 2021[35],[36].
- Prendimi l’anima ! par Angela Ghizzi, Hestetika Vol.35, octobre 2019[37].
- Photo : Antoine Schneck, les yeux dans les yeux, par Beaudoin Eschapasse, Le Point, 21 octobre 2017[38].
- Mais qui est Antoine Schneck ? par Ba Fati, Connaissance des arts, février 2017[39].
- Cap sur l'Afrique - photo de couverture de Connaissance des arts, février 2017[40].

### Livres
- Antoine Schneck, préface de Pierre Wat, publié par InFine éditions d'art, 2021[41].
- Antoine Schneck, du masque à l'âme, préface du catalogue de l'exposition par Pierre Wat et Jérôme Clément, Éditions galerie Berthet-Aittouarès, 2015.
- Les gisants de Saint-Denis, préface du catalogue de l'exposition par Pierre Pachet, Éditions du Patrimoine, 2011.
- Leur chien, préface du catalogue de l'exposition par Claude d’Anthenaise, conservateur du Musée de la Chasse et de la Nature, 2010.
- Antoine Schneck Photographies, textes de Laurent Boudier et Yaël Pachet, Éditions Galerie Berthet-Aittouarès, 2010.
- La cuisine de la Diaspora, texte Deborah Haccoun, Minerva, 2007.
- Trilogy, Burkina Faso, portrait by Antoine Schneck, Revue Soon, décembre 2007.
- Déco & récup, Éditions Aubanel, 2007.
- Intérieur Parisiens vu par Dora Tauzin, Édition Gap-Japan, 2005.
- Envies de gâteaux, texte de Sylvie Girard-Lagorce, Flammarion, 2003.
- Envies de bonbons, texte de Sylvie Girard-Lagorce, Flammarion, 2003.
- Jardins de Poitiers, texte d’Agnès Zamboni, Patrimoine et Médias, 2001.
- Les Tsiganes, texte de Hugues Moutouh, collection Dominos, Flammarion, 2000.
- Tsiganes en Roumanie, texte de Bernard Houliat, Éditions du Rouergue, 1999.